# روبرت إيفانوف
روبرت ايفانوف (21 يوليو 1993 في فنلندا - ) هو لاعب كرة قدم فنلندي في مركز الدفاع. لعب مع FC Viikingit ‏.

## وصلات خارجية
- روبرت إيفانوف على موقع الاتحاد الدولي (مؤرشف)  (الإنجليزية)
- روبرت إيفانوف على موقع الاتحاد الأوربي (الإنجليزية)
- روبرت إيفانوف على موقع قاعدة بيانات كرة القدم.إي يو (الإنجليزية)
- روبرت إيفانوف على موقع ناشيونال فوتبول تيمز (الإنجليزية)
- روبرت إيفانوف على موقع Soccerway.com (الإنجليزية)
- روبرت إيفانوف على موقع عالم كرة القدم.نت (الإنجليزية)